# 夢幻鐵道村車站
夢幻鐵道村車站（又名卡通鐵道村車站），位於南投縣水里鄉，是台灣鐵路管理局集集線為2007年南投火車好多節設置的臨時鐵路車站。
另由南投縣長李朝卿命名黑熊站，取臺灣話「非常讚」之諧音，及南投縣特有動物台灣黑熊。但實際上未落實於車站或文宣使用。

## 車站構造

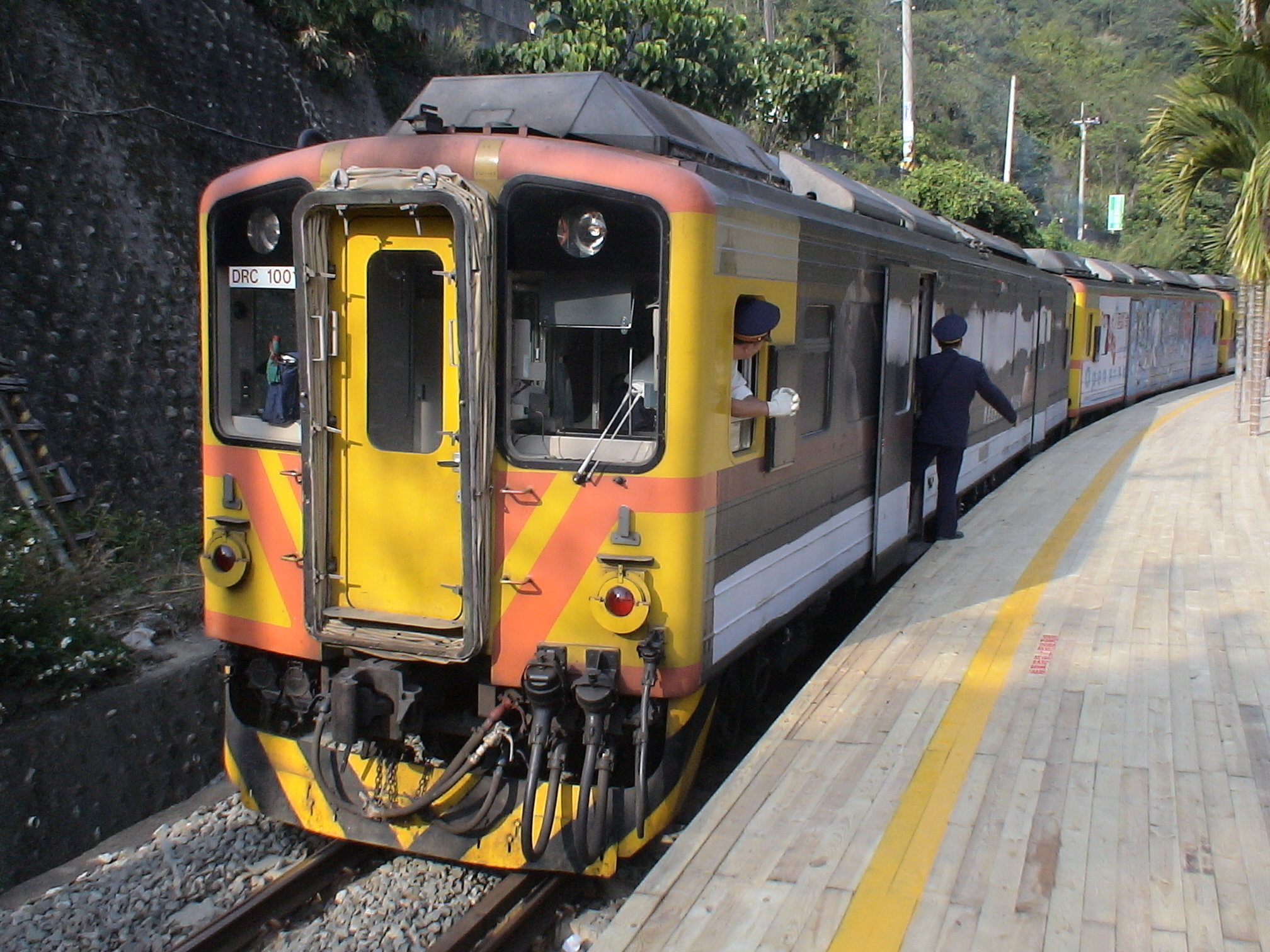
DRC1001停靠在鐵道村臨時車站

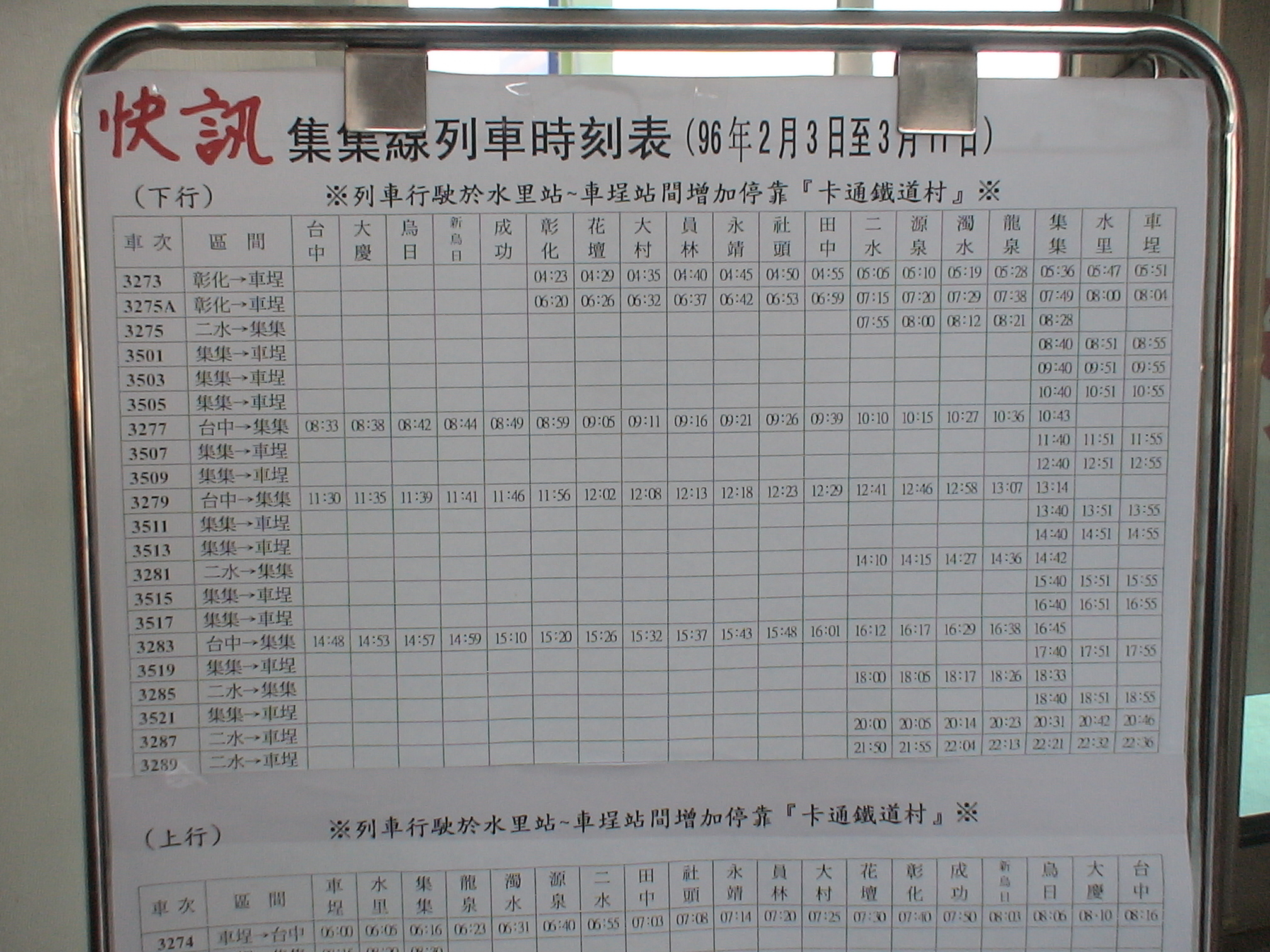
臺鐵集集線配合南投縣2007嘉年華會活動擬定時刻表（下行）

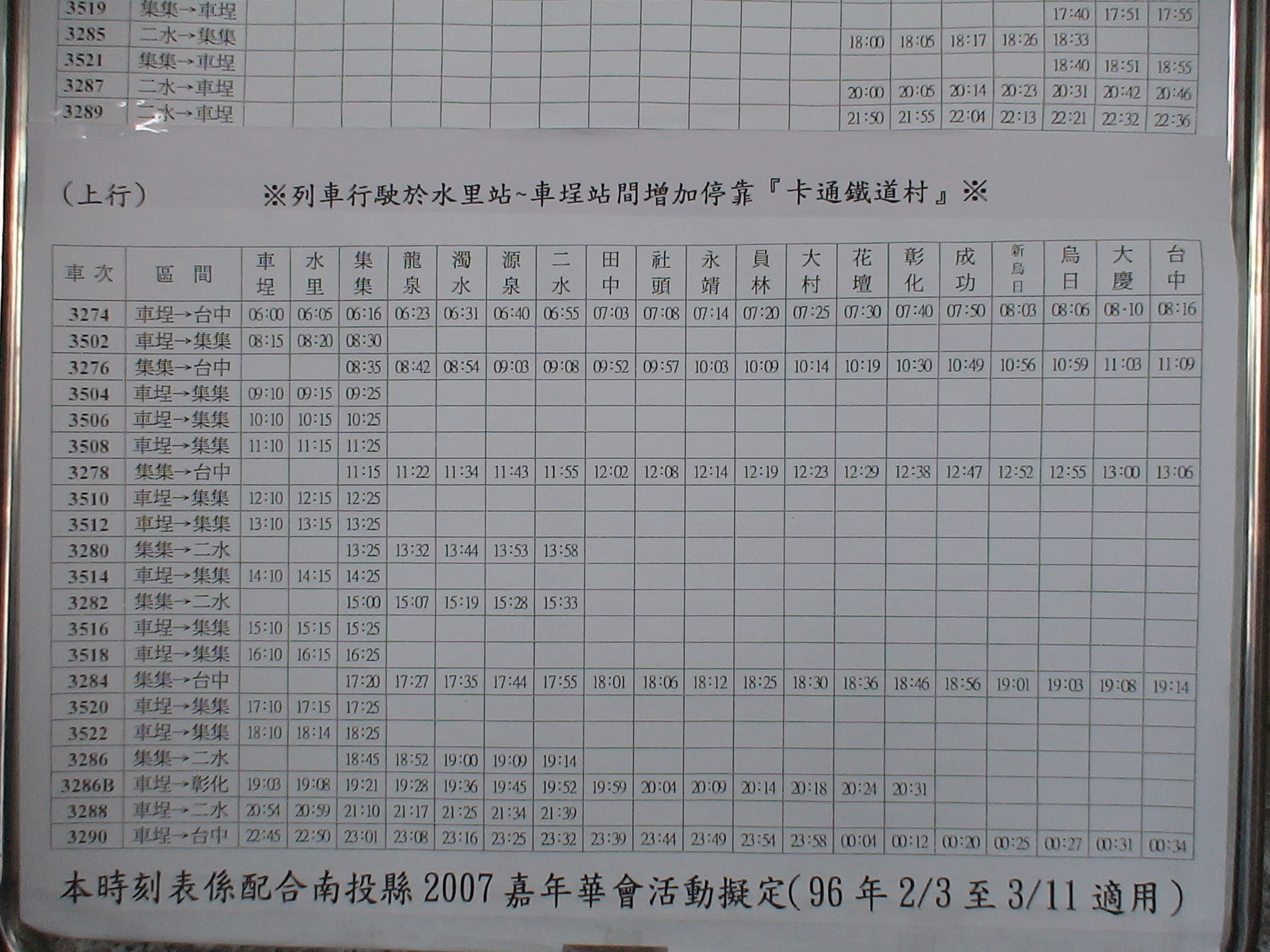
臺鐵集集線配合南投縣2007嘉年華會活動擬定時刻表（上行）

側式月台一座。

## 利用狀況
本站屬臨時車站，行駛於水車站和車埕車站間之列車均停靠。
行駛車輛為台鐵DR1000型柴油客車，等級為區間車。

## 歷史
- 2007年2月3日：2007年南投火車好多節活動開始而啟用。
- 2007年3月11日：活動結束而廢止，營運時間共計36天。

## 外部連結
- 2007南投火車好多節 - 活動地圖